# Changpeng Zhao

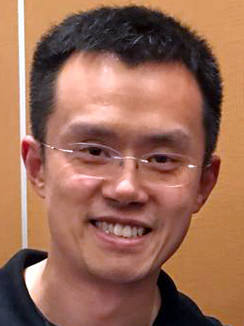
Changpeng Zhao (2018)

Changpeng Zhao (chinesisch 赵长鹏, Pinyin Zhào Cháng Péng; * 1977) ist ein chinesisch-kanadischer Geschäftsmann. Er gründete im Juli 2017 Binance und führte bis November 2023 die nach Handelsvolumen weltweit größte Kryptowährungsbörse als CEO. Zhao war zuvor Mitglied des Teams, das Blockchain.info entwickelt hat, und Chief Technology Officer von OKCoin. Sein Vermögen wurde im November 2022 auf 17 Milliarden Dollar geschätzt.

## Leben
Zhao wurde in der Provinz Jiangsu, China, geboren. In den späten 1980er Jahren zog er mit seiner Familie nach Vancouver, British Columbia, Kanada. Sein Vater war Professor in China, bevor er als „pro-bürgerlicher Intellektueller“ gebrandmarkt und aus seinem Land verbannt wurde. In den Teenager-Jahren half Zhao, seine Familie zu unterstützen, indem er eine Reihe von Dienstleistungs-Jobs ausübte, so auch als Angestellter bei McDonald’s.
Zhao besuchte die McGill-Universität in Montreal, Kanada, wo er Informatik als Hauptfach studierte.
Nach dem College begann Zhao für die Tokioter Börse zu arbeiten und entwickelte Software für die Abstimmung von Handelsaufträgen. Er arbeitete auch bei Bloomberg Tradebook, wo er als Entwickler von Software für den Terminhandel tätig war.
Im Jahr 2005 zog er nach Shanghai, wo er Fusion Systems gründete, bekannt für „einige der schnellsten Hochfrequenz-Handelssysteme für Broker“.
Ab 2013 arbeitete er für verschiedene Kryptowährungsprojekte, darunter Blockchain.info, und war auch als Chief Technology Officer von OKCoin tätig.
Im Jahr 2017 verließ Zhao OKCoin, um eine Kryptowährungsbörse namens Binance zu starten. Er gründete das Unternehmen im Juli 2017, nachdem er im Rahmen eines ersten Initial Coin Offerings 15 Millionen Dollar aufgebracht hatte. Binance wuchs in weniger als acht Monaten zur weltweit größten Kryptowährungsbörse nach Handelsvolumen heran. Im Februar 2018 wurde Zhao vom Forbes Magazine auf Platz drei der Liste der „Reichsten Menschen in Kryptowährung“ gesetzt. Im September 2018 wurde sein Nettovermögen auf 1,4 Milliarden Dollar geschätzt, im November 2022 auf ca. 17 Milliarden Dollar. Im Mai 2022 waren es noch 65 Milliarden Dollar gewesen.
Ende November 2023 bekannte sich Zhao schuldig, in den Vereinigten Staaten Geldwäsche begangen zu haben. Das Unternehmen muss 4,3 Milliarden Dollar an Geldstrafen zahlen und Zhao muss als CEO von Binance zurücktreten. Im April 2024 wurde er zu vier Monaten Haft verurteilt und trat die Haftstrafe im Juni 2024 an.